# NPqHo Vital de Oliveira (H-39)
Ne doit pas être confondu avec le Vital de Oliveira qui est le seul navire perdu au combat par la Marine brésilienne pendant la seconde guerre mondiale.
Le NPqHo Vital de Oliveira (H-39) est un récent navire hydro-océanographique de la Marine brésilienne. Il porte le nom du capitaine de frégate Manoel Manoel Antônio Vital de Oliveira (en). Patron de l'hydrographie brésilienne, il mourut lors de la guerre de la Triple-Alliance lors du bombardement du fort de Curupaiti le 2 février 1867.

## Historique
La marine brésilienne a commandé la construction au chantier naval chinois Guangzhou Hantong Shipbuilding and Shipping Co. Ltd.  du District de Xinhui. Après la phase d’essais, d’ajustements techniques et d’installation du matériel, tenue à Singapour, le navire a été livré le 24 mars 2015 à Keppel Marine Dock à Singapour. Cinq laboratoires sont installés à bord, deux humides et trois secs.
Lors du voyage inaugural, le Vital de Oliveira  a fait une escale en Afrique du Sud, où se sont embarqués 18 chercheurs. Le navire est arrivé au Brésil le 15 juillet 2015. En novembre de la même année, il a été utilisé pour évaluer les dommages causés à la côte d'Espírito Santo par la boue toxique qui a coulé après la rupture de barrages de Bento Rodrigues dans l'État de Minas Gerais .

## Galerie

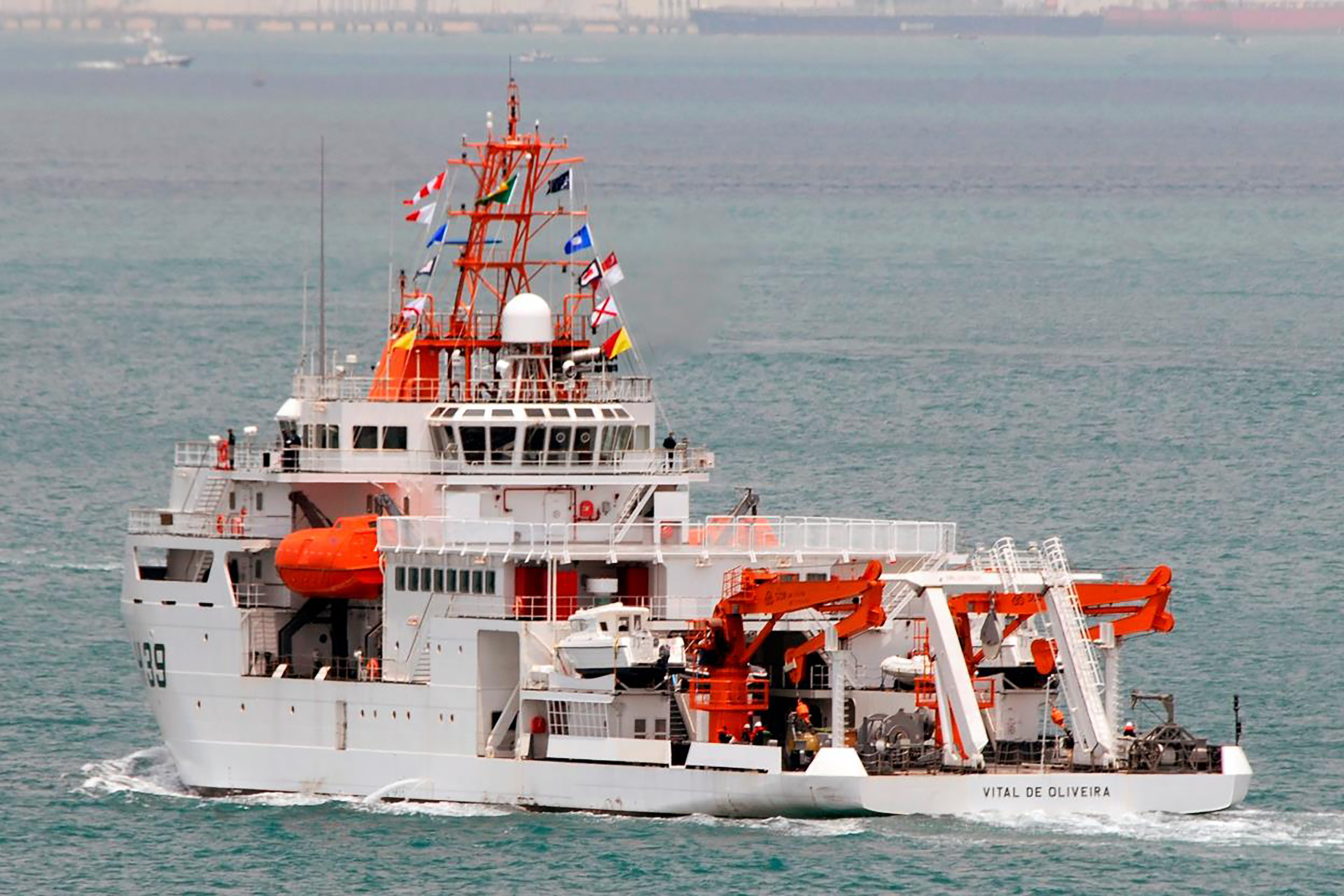
Vital de Oliveira
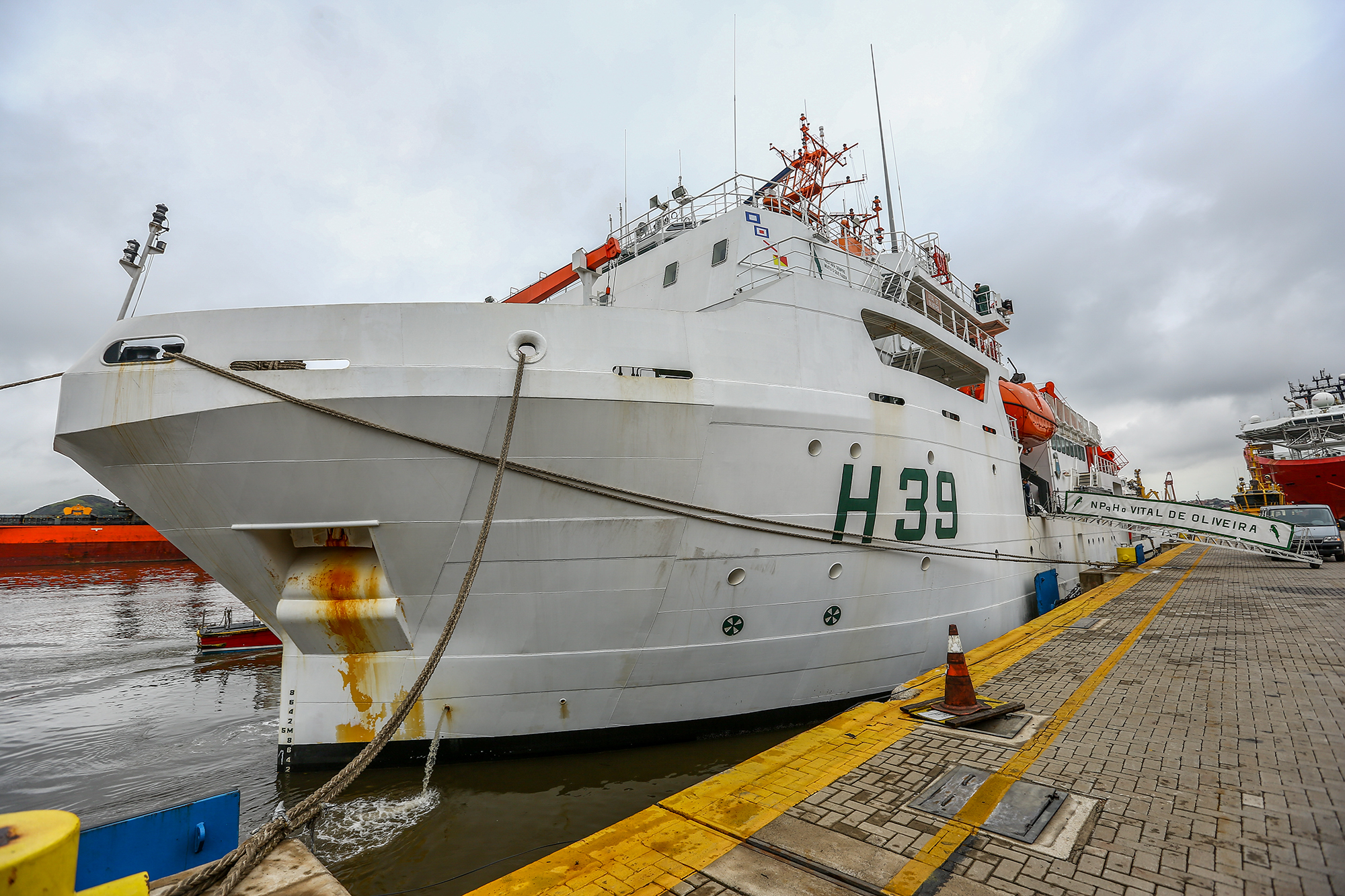
Vital de Oliveira
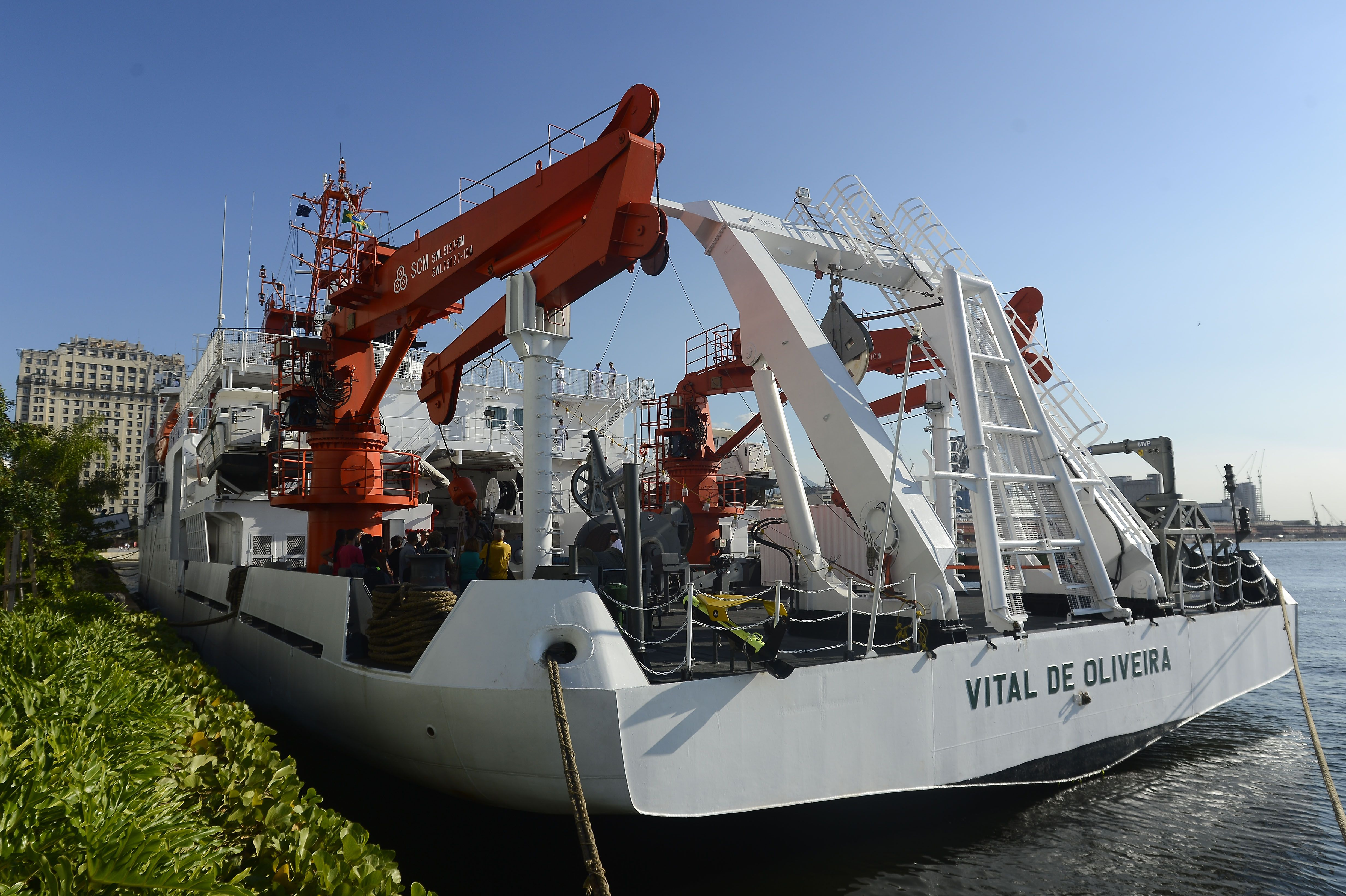
Vital de Oliveira

### Note et référence
1. ↑  Guangzhou Hantong Shipbuilding and Shipping
2. ↑  NPqHo Vital Oliveiea - Site gouvernemental
3. ↑  Site Defesa Aérea & Naval

- (pt) Cet article est partiellement ou en totalité issu de l’article de Wikipédia en portugais intitulé « Vital de Oliveira (navio hidroceanográfico) » (voir la liste des auteurs).